# Brachymeles mapalanggaon
Espèce
Brachymeles mapalanggaon est une espèce de sauriens de la famille des Scincidae.

## Répartition
Cette espèce est endémique de l'île de Masbate aux Philippines.

## Publication originale
- Davis, Feller, Brown & Siler, 2014 : Evaluating the Diversity of Philippine Slender Skinks of the Brachymeles bonitae Complex (Reptilia: Squamata: Scincidae): Redescription of B. tridactylus and Descriptions of Two New Species. Journal of Herpetology, vol. 48, no 4, p. 480-494.